# Mostagedda
Mostagedda (Mustajidah) és un llogaret a l'Alt Egipte, 50 km al sud d'Asyut però a la riba oriental del Nil, en el qual fou trobat un cementiri amb restes de tots el períodes de la història, essent especialment importants les troballes de restes del Grup C de Núbia que sembla que es van establir i van treballar a Egipte si bé van conservar els seus costums i cultura per bastant de temps. El cementiri és el més gran d'aquest tipus i té 40 estatges que es poden dividir en diversos establiments; a tota la regió de Mostagedda i Matmar hi ha un total de 41 cementiris i 40 establiments, tots separats del riu i propers al desert, que corresponen en la seva majoria al període Badarià (4800-4000 aC)